# Auguste Chantre
Auguste Chantre (* 21. Dezember 1836 in Genf; † 20. Januar 1912 in Plainpalais bei Genf) war ein Schweizer evangelischer Geistlicher und Hochschullehrer.

## Leben

### Familie
Auguste Chantre war der Sohn von Jean-Pierre-Marc Chantre, Hersteller von Uhrenschlüsseln, und dessen Ehefrau Rose (geb. Wolff).
Er war seit 1862 mit Fanny, Tochter von Frédéric Fendt, Grundbesitzer in Genf, verheiratet.

## Werdegang
Nach der Immatrikulation von Auguste Chantre an der Universität Bonn begann er 1856 mit einem Theologiestudium, das er an der Universität Jena und an der Universität Paris fortsetzte. Er beendete sein Studium mit seiner Dissertation Exposition des opinions d'Irénée, Tertullien, Clément d'Alexandrie et Origène sur l'oeuvre rédemptrice de Jésus-Christ.
Er wurde 1860 ordiniert und war von 1862 bis 1881 Pfarrer in Genf; in dieser Zeit war er von 1871 bis 1879 Mitglied des Konsistoriums, deren Präsident er 1872 war.
1881 wurde er Lehrbeauftragter für Kirchengeschichte an der Universität Genf, bevor er von 1882 bis 1909 als Professor an der Theologischen Fakultät der Universität Genf lehrte; von 1890 bis 1892 war er Präsident der Universität.
1909 ging Auguste Chantre in den Ruhestand.

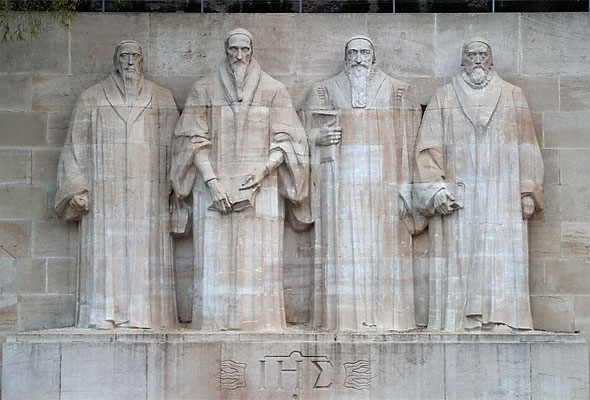
Guillaume Farel, Johannes Calvin, Théodore de Bèze und John Knox

### Berufliches und geistliches Wirken
Auguste Chantre wirkte, gemeinsam mit John Cougnard, als Repräsentant des liberalen Protestantismus und nahm aktiv am Kulturkampf in Genf teil; hierbei galt er als graue Eminenz des Staatsrats Antoine Carteret.
Von 1876 bis 1877 war er Redakteur der Alliance libérale und von 1876 bis 1891 der Etrennes chrétiennes. Dazu war er Verfasser verschiedener Publikationen, unter anderem der Histoire abrégée du symbole des Apôtres, die 1871 veröffentlicht wurde.
Anlässlich des 400. Geburtstages von Johannes Calvin, der 1909 gefeiert werden sollte, vertrat Auguste Chantre bereits 1902 erstmals die Idee, ein Reformationsdenkmal hierfür zu errichten. Er publizierte im Sommer 1902 anonym einen Artikel in der Zeitschrift Progrès Religieux, in dem er seine Idee der Öffentlichkeit erstmals vorstellte.
Diese Idee der Errichtung eines Reformationsdenkmals wurde sowohl von Theologen als auch von Historikern begrüsst; im Mai 1904 bildete sich ein provisorisches Studien-Komitee, dem Auguste Chantre, Charles Borgeaud (1861–1940), Professor für Geschichte und Recht und der Bildhauer Maurice Reymond angehörten. Dieses Komitee nahm Verbindung zu den protestantischen Kirchen im Ausland auf, um sie einzuladen, sich am Denkmalvorhaben zu beteiligen.
Am 25. Juni 1906 konstituierte sich die Association du Monument de la Reformation, mit der Aufgabe, die Errichtung eines Denkmals zur Erinnerung an die Reformation Calvins voranzutreiben, wobei das Kunstwerk weniger einem Menschen als einer Idee gewidmet werden sollte. Die von Calvins Lehre beeinflussten Länder Nordamerikas, England, das protestantische Frankreich, ein Teil Deutschlands, Holland, Ungarn, Gebiete Belgiens und Böhmens sowie Schottland hatten einer finanziellen Beteiligung zugestimmt und sammelten ihrerseits auf nationaler, kirchlicher und Vereinsebene für das Projekt.
Nach einem Wettbewerb mit 71 Konkurrenten wurde das Reformationsdenkmal am 7. Juli 1917 eingeweiht, nachdem die Grundsteinlegung am 6. Juli 1909 am 400. Geburtstag von Johannes Calvin erfolgt war.

## Schriften (Auswahl)
- Exposition des opinions d'Irénée, Tertullien, Clément d'Alexandrie et Origène sur l'oeuvre rédemptrice de Jésus-Christ. Genève, 1860.
- Gloire à Dieu! Genf 1868.
- Histoire abrégée du symbole des Apôtres. 1871.
- Lettre à mes concitoyens. 1872.
- La séparation de l'Eglise et de l'Etat: menus propos. Genève: Impr. nouvelle Jacquet et Zimemrmann, 1879.
- Ulrich Zwingli: sa vie et son oeuvre. Genève: R. Schira, 1884.
- Le bataillon 84 dans le Porrentruy 15 Novembre 1870-15 Janvier 1871. Genève 1891.
- La religion chrétienne: précis d'instruction religieuse à l'usage des catéchumènes. Genève: P. Dürr; Paris : G. Fischbacher, 1903.
- Allocution à l'ouverture du 3e congrès unitaire. Genf 1905.
- Réponse ouverte à M. le professeur Edouard Naville. Genf 1908.